# 도치오시
도치오시(일본어: 栃尾市)는 니가타현에 있었던 시이다. 2006년 1월 1일에 도치오시는 산토군 데라도마리정, 요이타정, 와시마촌과 함께 확장된 나가오카시에 편입되었다. 

## 개요
가리야타가와와 니시야카와의 합류점에 펼쳐진 평지에 시가지가 형성되어 있으며, 중심가는 중세 산성·도치오 성 기슭의 성읍으로 발전하여
근세에는 나가오카 번의 대관소가 놓였다.예로부터 섬유 산업이 번성하여'도치오 명주'로 알려져 있다.

## 지리
니가타현의 거의 중앙에 위치한다. 나가오카 히가시야마 연봉을 경계로 에치고 평야와 인접한 도치오 분지의 중앙에 수문악 서면을 수원지로 하여 시나노 강에 이르는 가리야다 강과 그 지류인 니시타가와가 합류한다.시역은 이들 유역에 덧붙여 역시 가리야타 강 지류인 시오야 강, 왓카고 시미즈 강의 유역을 합친 형태가 된다.겨울철에는 적설량이 많고 산간 지역에서는 적설심 4m 이상을 기록한 해도 있다.

## 역사
- 1889년 4월 1일 - 정촌제 시행과 함께 도치오정이 성립하였다.
- 1939년 7월 1일 - 고시군 니고로촌의 일부를 편입하였다.
- 1954년 3월 31일 - 고시군 가미키타니 촌이 2분할되어 도치오 정과 미나미칸바라 군 미쓰케 정에 편입되어 소멸. 미쓰케정은 당일 시로 승격해 미쓰케시가 되었다.
  - 6월 1일 - 고시군 시모시오야촌, 가미시오야촌, 히가시야촌, 고로 촌을 편입하여 당일 시로 승격해 도치오시가 되었다.
- 1955년 3월 31일 - 고시군 니시타니촌, 이리히가시다니촌 편입하였다.
- 1956년 9월 30일 - 고시군 나카노마타촌, 한조가네촌을 편입하였다.
- 2006년 1월 1일 - 나가오카 시에 편입되어 소멸하였다.(주민투표 결과: 찬성 9655표, 반대 5193표.투표율은 72·46%.)

## 교통

### 도로
- 국도 제290호선
- 국도 제351호선